# Microcheilosia nitida
Microcheilosia nitida là một loài ruồi trong họ Tachinidae.